# Клоц
Кло̀ц (на италиански: Cloz; на ладински: Clouz, Клоуц) е село и община в Северна Италия, автономна провинция Тренто, автономен регион Трентино-Южен Тирол. Разположено е на 791 m надморска височина. Населението на общината е 659 души (към 2019 г.).